# Флаг Абакана
Флаг городского округа город Абакан является официальным символом муниципального образования город Абакан Республики Хакасия Российской Федерации.
Флаг утверждён решением Абаканского городского Совета депутатов от 29 апреля 2003 года № 402 «О флаге города Абакана — столицы Республики Хакасия» по результатам проведенного в 2002—2003 годах в конкурса на создание проекта флага (победителем конкурса стал член Союза художников России Георгий Никоненко). Из-за несоответствия геральдическим нормам не внесён в Государственный геральдический регистр Российской Федерации.

## Описание
Флаг города Абакана (далее — флаг города) представляет собой прямоугольное полотнище белого цвета, у древка — две вертикальные полосы (расположенные слитно) красного и синего цвета, шириной по 0,2 условных единицы каждая. На полотнище — двустороннее изображение герба города Абакана, центр которого отстоит от древка на 1,25 условных единицы. Герб расположен симметрично от верхнего и нижнего края полотнища и занимает одну треть ширины флага.
Ширина герба — 0,5 условных единицы, высота — 0,65 условных единицы.
Соотношение ширины и длины флага составляет 2:3 условных единиц.

## Обоснование символики
Используемые цвета несут определённую смысловую нагрузку, символизируют единство и целостность России.
Белый цвет — святость, чистота, доброжелательность и снега Сибири.
Красный цвет — державность, мужество, слава, кровь, пролитая за Отечество, энергия, сила, красота.
Синий цвет — цвет Богоматери, под покровительством которой находится Россия, небесные силы, верность, постоянство, надёжность, голубые просторы рек Абакана и Енисея, окружающих город.